# Taguma Mukomberanwa
Taguma Mukomberanwa  es un escultor de Zimbabue, nacido el año 1978. Siguiendo los pasos de su familia está dedicado a la talla de piedra.

## Datos biográficos
Es el menor de los hijos de Nicholas Mukomberanwa; sus hermanos Anderson, Lawrence, Ennica y Netsai Mukomberanwa, y su primo Nesbert Mukomberanwa son todos escultores.